# Октябрьск (Мечетлинский район)
Октя́брьск (баш. Октябрьск) — деревня в Мечетлинском районе Республики Башкортостан Российской Федерации. Входит в состав Алегазовского сельсовета.

## География

### Географическое положение
Расстояние до:
- районного центра (Большеустьикинское): 27 км,
- центра сельсовета (Алегазово): 15 км,
- ближайшей ж/д станции (Красноуфимск): 133 км.

## История
В 1965 году указом Президиума Верховного Совета РСФСР посёлок 4-го отделения Месягутовского совхоза переименован в Октябрьский.

## Население
| 1939 | 1959 | 1970 | 1979 | 1989 | 2002 | 2009 |
| ---- | ---- | ---- | ---- | ---- | ---- | ---- |
| 120  | ↗254 | ↗544 | ↗636 | ↘501 | ↗580 | ↘528 |
| 2010 |      |      |      |      |      |      |
| ↘394 |      |      |      |      |      |      |

### Национальный состав
Согласно переписи 2002 года, преобладающая национальность — башкиры (62 %).